# Reichenbachia falli
Reichenbachia falli är en skalbaggsart som beskrevs av Thomas Casey 1897. Reichenbachia falli ingår i släktet Reichenbachia och familjen kortvingar. Inga underarter finns listade i Catalogue of Life.